# 松浦理仁
松浦 理仁（まつうら りひと、2010年6月13日 - ）は、日本の子役。身長110cm。ギュラ・キッズ所属。

## 出演

### テレビドラマ
- 生きたい たすけたい（2014年、NHK）
- Mr.サンデー特別企画「1964への重大事件 吉展ちゃん誘拐事件」（2014年、フジテレビ） - 吉展ちゃん 役
- 玉川区役所 OF THE DEAD 第10話（2014年、テレビ東京）
- 警部補・杉山真太郎〜吉祥寺署事件ファイル（2015年、テレビ東京） - 杉山岳 役
- アイムホーム 第5話（2015年、テレビ朝日） - 家路浩（幼少期） 役
- ドラマスペシャル 遺留捜査（2015年、テレビ朝日） - 長峰光太（幼少期） 役
- HEAT（2015年、フジテレビ） - 松井理 役
- エンジェル・ハート 第1話（2015年、日本テレビ）
- コントレール〜罪と恋〜（2016年、NHK総合） - 青木友樹 役
- 土曜ワイド劇場 逆転報道の女5（2016年、朝日放送） - 田中亮（幼少期） 役
- キャリア〜掟破りの警察署長〜（2016年） ‐ 大鳥友樹 役
- 仮面ライダーエグゼイド 第42話（2017年8月6日、テレビ朝日） - 鈴木陸 役
- ウルトラマンジード 第25話（2017年12月23日、テレビ東京）
- 限界団地（2018年、フジテレビ） - 団地の子供 役
- マリーミー! （2020年10月 - 12月、朝日放送） - 梅村拓海 役

### Webドラマ
- ウルトラマンオーブ THE ORIGIN SAGA 第1・2話（2016年12月26日・2017年1月2日、Amazonプライム・ビデオ） - モークス 役
- 仮面戦隊ゴライダー 第3話（2017年4月8日、auビデオパス） - 鈴木陸 役

### 映画
- 残穢（2016年） ‐ 飯田一弥 役

### テレビ番組
- いないいないばあっ!（NHK Eテレ）
- 水トク! 愛する母に贈る感謝状（2014年、TBS） - 草野仁（幼少期） 役
- ノージーのひらめき工房（2014年 - 、NHK Eテレ） - モノクロ少年 役

### CM
- ベネッセコーポレーション（2014年）
- 生協パルシステム（2014年 - ）

### スチール
- ヤマハ英語教室パンフレット
- JA共済 学資保険